# Josef Maximilian Schmidt

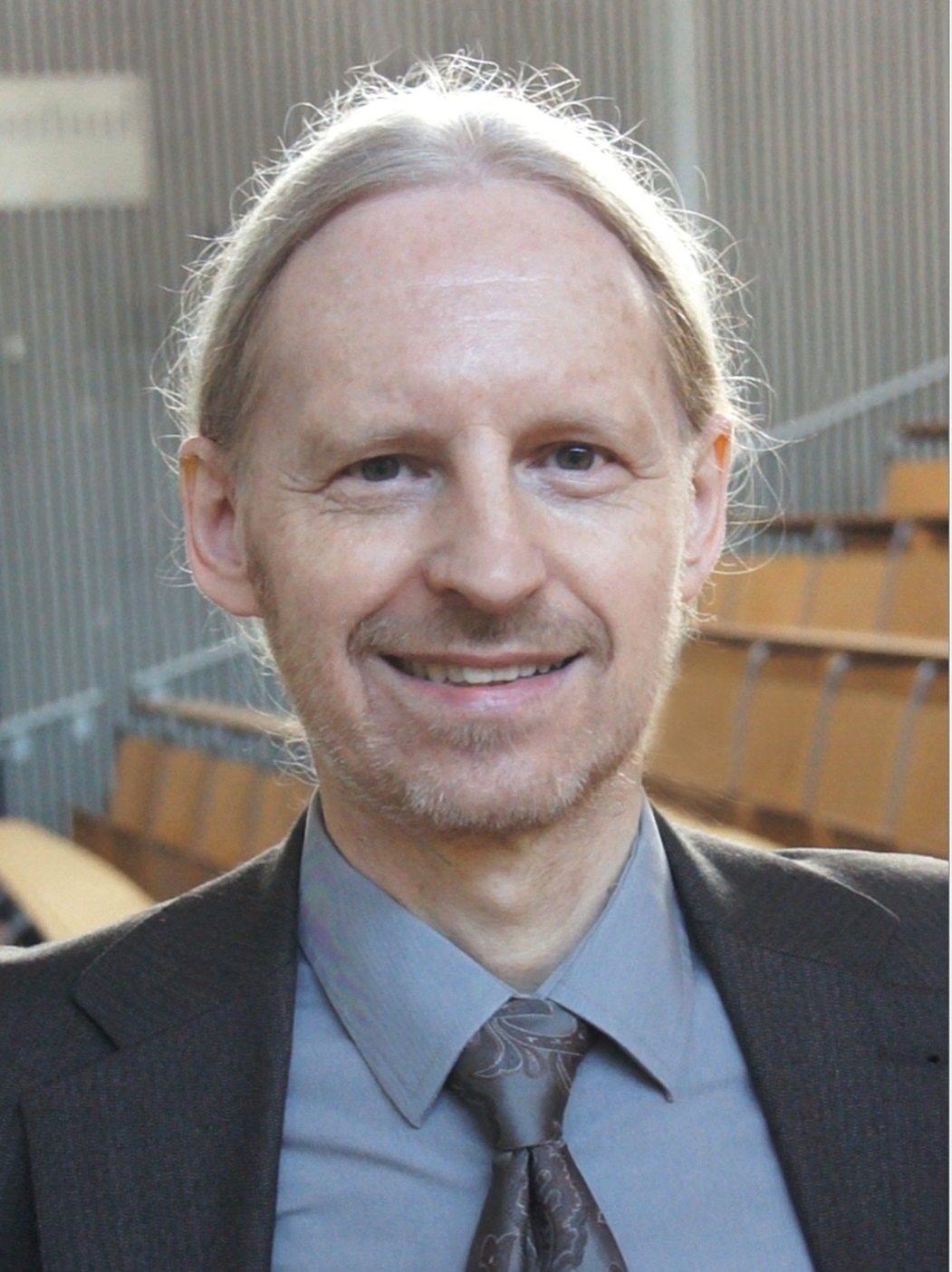
Josef Maximilian Schmidt (2015)

Josef Maximilian Schmidt (* 17. Januar 1954 in München) ist ein deutscher Medizinhistoriker, Philosoph und Allgemeinmediziner.

## Leben
Schmidt besuchte das Maria-Theresia-Gymnasium in München, studierte ab 1973 Medizin, Philosophie, Theologie und Geschichte der Medizin an der Ludwig-Maximilians-Universität München (LMU) und promovierte dort 1980 in Medizin und 1990 in Philosophie. Wichtige Lehrer waren Robert Spaemann, Reinhard Löw, Eberhard Simons und Paul Ulrich Unschuld. 2005 habilitierte er sich an der LMU München für Geschichte der Medizin, 2013 wurde er zum außerplanmäßigen Professor für Geschichte der Medizin bestellt.
Seine ärztliche Weiterbildung absolvierte Schmidt nach der Approbation (1980) im Klinikum rechts der Isar der Technischen Universität München sowie in Münchener Krankenhäusern und Praxen in den Fächern Innere Medizin, Chirurgie, Gynäkologie, Hals-Nasen-Ohren-Heilkunde und Allgemeinmedizin. Seit 1994 ist er Facharzt für Allgemeinmedizin, darüber hinaus erwarb er die ärztlichen Zusatzbezeichnungen Homöopathie (1985), Naturheilverfahren (1990) und Qualitätsmanagement (1999). Als Studienkoordinator und Prüfarzt führte er von 1995 bis 2001 am Münchener Krankenhaus für Naturheilweisen klinische Studien zum Heilfasten und zur Homöopathie durch.
Von 1991 bis 1992 war Schmidt Research Associate am Department of the History of Health Sciences an der University of California, San Francisco, von 1992 bis 2005 Lehrbeauftragter und von 2005 bis 2013 Privatdozent für Geschichte der Medizin an der LMU München. Seit 1988 mit dem Institut für Geschichte der Medizin als freier Mitarbeiter affiliert, wirkte er dort von 2007 bis 2011 als wissenschaftlicher Mitarbeiter. Seit der Umbenennung und Neuausrichtung des Instituts ist er freier wissenschaftlicher Mitarbeiter am Institut für Ethik, Geschichte und Theorie der Medizin an der Medizinischen Fakultät der LMU München, wo er seit 2013 als Professor für Geschichte der Medizin tätig ist.
Schmidt ist unter anderem Mitglied der 1901 gegründeten Deutschen Gesellschaft für Geschichte der Medizin, Naturwissenschaft und Technik.

## Wirken
Schmidts universitäre Lehrveranstaltungen decken exemplarisch ein weites Spektrum der Geschichte und Theorie der Medizin ab, von der Heilkunde der alten Hochkulturen bis zur Medizin des 20. Jahrhunderts, von anthropologischen und erkenntnistheoretischen Grundfragen bis zu sozioökonomischen Perspektiven moderner Medizinkritik. Bei seinen Vorträgen auf internationalen Kongressen im In- und Ausland sowie in den von ihm jährlich durchgeführten Köthener Sommerkursen Homöopathiegeschichte liegt der thematische Schwerpunkt auf der Geschichte und Theorie der Homöopathie, da Schmidt zufolge der wissenschaftliche Disput um diese umstrittene Heilmethode besonders geeignet ist, das Verhältnis von Philosophie und Medizin wissenschaftlich zu entfalten.
Schmidts These besteht darin, dass eine komplexe, vielschichtige und Jahrhunderte alte Heilmethode wie die Homöopathie nur durch einen multidimensionalen, polyperspektivischen Ansatz adäquat in ihren vielfältigen Bezügen erfasst werden kann, wozu es – über die Naturwissenschaften hinaus – der Geistes-, Geschichts-, Sozial- und Kulturwissenschaften bedarf. Auf diese Weise führe die konsequente wissenschaftliche Beschäftigung mit einer historisch gewachsenen und vielfach bewährten komplementären Heilkunst unweigerlich zu einer Erweiterung des Horizontes, von dem aus Fragen wie „Was ist Medizin?“, „Was ist Gesundheit bzw. Heilung?“ oder „Was ist der Mensch?“ neu zu stellen und zu bedenken seien.

## Forschungsschwerpunkte
- Geschichte der Medizin als Kulturgeschichte
- Philosophie und Theorie der Medizin, Wissenschaftstheorie
- Geschichte und Theorie der Homöopathie, Naturheilkunde und Traditionellen Chinesischen Medizin

## Auszeichnungen
- Stipendiat der Robert Bosch Stiftung 1987–1988
- Stipendiat der Deutschen Forschungsgemeinschaft 1991–1992
- Professor Alfons Stiegele Forschungspreis für Homöopathie 1993
- Wissenschaftspreis Samuel Hahnemann der Geburtsstadt Meißen 2015.[20]
- Ehrenmitgliedschaft im 1829 gegründeten Deutschen Zentralverein homöopathischer Ärzte 2016

## Werke

### Monographien
- Bibliographie der Schriften Samuel Hahnemanns. Siegle-Verlag, Rauenberg 1989, ISBN 3-9802320-0-X (PDF; 6 MB).
- Die klassischen Akupunkturpunkte. Geschichte und Synopsis ihrer deutschen Übersetzungen von 1954 bis 1988. Medizinisch-Literarische Verlags-Gesellschaft, Uelzen 1990, ISBN 3-88136-139-1 (PDF; 14 MB).
- Die philosophischen Vorstellungen Samuel Hahnemanns bei der Begründung der Homöopathie (bis zum Organon der rationellen Heilkunde, 1810). Sonntag-Verlag, München 1990, ISBN 3-87758-072-6 (PDF; 69 MB).
- Taschenatlas Homöopathie in Wort und Bild. Grundlagen, Methodik und Geschichte. Haug-Verlag, Heidelberg 2001, ISBN 3-8304-7089-4 (PDF; 29 MB).[21]
- Homöopathie und Heilfasten. Kontrollierte klinische Studie mit Thyreoidinum C30 bei Gewichtsstagnation von Heilfasten-Patienten. KVC-Verlag, Essen 2003, ISBN 3-933351-35-9.
- Schriften zur Geschichte und Theorie der Homöopathie. bge-Verlag, München 2016.
  - Band 1: Die Philosophie Samuel Hahnemanns bei der Begründung der Homöopathie. ISBN 978-3-945432-02-0 (Vorwort; PDF; 230 kB).
  - Band 2: Kompaktwissen Homöopathie – Grundlagen, Methodik und Geschichte. ISBN 978-3-945432-04-4 (Vorwort; PDF; 242 kB).
  - Band 3: Die Köthener Sommerkurse Homöopathiegeschichte 1–10 (2006–2015). ISBN 978-3-945432-05-1 (Vorwort; PDF; 234 kB).
  - Band 4: Gesammelte Kleine Schriften. Teil 1 (1988–2003). ISBN 978-3-945432-06-8 (Vorwort; PDF; 235 kB).
  - Band 5: Gesammelte Kleine Schriften. Teil 2 (2005–2015). ISBN 978-3-945432-07-5 (Vorwort; PDF; 228 kB).
  - Band 6: English Articles and Abstracts (1988–2015). ISBN 978-3-945432-08-2 (Preface; PDF; 218 kB).

### Beiträge (in Deutsch)
- Anthropologie und Medizin. Zum Menschenbild unterschiedlicher therapeutischer Konzepte. In: Allgemeine Homöopathische Zeitung. Band 237, Nr. 3, 1992, S. 95–104, doi:10.1055/s-2006-936401 (PDF; 1MB) und Band 237, Nr. 4, 1992, S. 140–148, doi:10.1055/s-2006-936409 (PDF; 1 MB).
- Grundlagen und Entwicklungen in der Homöopathie. In: Deutsche Medizinische Wochenschrift. Band 118, Nr. 29/30, 1993, S. 1085–1090. PMID 8330511 (PDF; 1 MB).
- Die Entwicklung der Homöopathie in den Vereinigten Staaten. In: Gesnerus. Band 51, Nr. 1/2, 1994, S. 84–100. PMID 8088568 (PDF; 2 MB).
- Die Entstehung, Verbreitung und Entwicklung von Heilsystemen als Gegenstand der Medizingeschichte – am Beispiel der Homöopathie. In: Sudhoffs Archiv. Band 91, Nr. 1, 2007, S. 38–72. PMID 17564158 (PDF; 7 MB).
- Homöopathie und Homöostase. In: Welt im Fluss. Fallstudien zum Modell der Homöostase. Hrsg. von Jörg Martin, Jörg Hardy und Stephan Cartier. Franz Steiner Verlag, Stuttgart 2008, S. 143–161 (PDF; 2 MB).
- Die Homöopathie im Spannungsfeld zwischen aristotelischer und moderner Wissenschaft. In: Schweizerische Zeitschrift für Ganzheitsmedizin. Band 21, Nr. 2, 2009, S. 105–111, doi:10.1159/000287220 (PDF 89 kB).
- Medizintheoretische und wissenschaftshistorische Perspektiven einer Revision der Materia medica homoeopathica. In: Schweizerische Zeitschrift für Ganzheitsmedizin. Band 22, Nr. 4, 2010, S. 232–238, doi:10.1159/000317193 (PDF; 657 kB).
- Gesundheit! – Geschichte und Konzepte des Leitbegriffs der Medizin. In: Wiener klinische Wochenschrift. Band 122, Nr. 17/18, 2010, S. 538–542, doi:10.1007/s00508-010-1429-7. PMID 20798991 (PDF; 1 MB).
- Samuel Hahnemann und das Ähnlichkeits-Prinzip. In: Medizin, Gesellschaft und Geschichte. Band 29, 2011 2010, S. 151–184. PMID 21796902 (PDF; 6 MB).
- Hahnemanns Homöopathie zwischen rationaler Heilkunde und Heilkunst. In: Schweizerische Zeitschrift für Ganzheitsmedizin. Band 23, Nr. 4, 2011, S. 224–232, doi:10.1159/000330190 (PDF; 304 kB).
- Thure von Uexkülls semiotisches Modell des Menschen als Grundlage für eine moderne Theorie der Homöopathie. In: Schweizerische Zeitschrift für Ganzheitsmedizin. Band 24, Nr. 4, 2012, S. 233–241, doi:10.1159/000341352 (PDF; 244 kB).
- Zur Relevanz wissenschafts-, medizin- und sozialgeschichtlicher Grundlagenforschung. In: Schweizerische Zeitschrift für Ganzheitsmedizin. Band 25, Nr. 4, 2013, S. 231–240, doi:10.1159/000353925 (PDF; 310 kB).
- Hahnemanns Theorie und Praxis und das moderne Erkenntnisproblem. In: Schweizerische Zeitschrift für Ganzheitsmedizin. Band 26, Nr. 1, 2014, S. 45–54, doi:10.1159/000358245 (PDF; 536 kB).
- Die Homöopathie als therapeutische Handlungswissenschaft sui generis – Eine humanwissenschaftliche Argumentation. In: Zeitschrift für Klassische Homöopathie. Band 59, Nr. 4, 2015, S. 180–186, doi:10.1055/s-0041-108543 (PDF; 3 MB).
- Polyperspektivität in der Medizin: Dilemma oder Chance? Zur Ganzheitlichkeit der Homöopathie Hahnemanns. In: Schweizerische Zeitschrift für Ganzheitsmedizin. Band 29, Nr. 6, 2017, S. 376–384, doi:10.1159/000481676 (PDF; 99 kB).
- Gesundheit als Leitbegriff. In: Wandel der Gesundheits- und Krankheitsvorstellungen. Hrsg. von Elmar Brähler, Hans-Wolfgang Hoefert, Christoph Klotter. Pabst Science Publishers, Lengerich 2018, S. 44–56 (PDF; 453 kB).
- Die Homöopathie im Lichte ihrer antiken sozioökonomischen und geistesgeschichtlichen Wurzeln. In: Medizin, Gesellschaft und Geschichte (MedGG). Band 41, 2023, S. 65–90, doi:10.25162/9783515135276 (PDF; 1 MB).
- Logos-Rationalität und die vergessenen Dimensionen der Homöopathie.  In: Allgemeine homöopathische Zeitung. Band 269, Nr. 5, 2024, S. 10–16, doi:10.1055/a-2363-7820 ().

### Herausgeberschaft
- Samuel Hahnemann: Organon der Heilkunst. Textkritische Ausgabe der sechsten Auflage. Haug-Verlag, Heidelberg 1992, ISBN 3-7760-1253-6 (PDF; 6 MB; Neuausgabe 1999; PDF; 59 MB).
- Samuel Hahnemann: Organon der Heilkunst. Standardausgabe der sechsten Auflage. Auf der Grundlage der 1992 vom Herausgeber bearbeiteten textkritischen Ausgabe des Manuskriptes Hahnemanns (1842). Haug-Verlag, Heidelberg 1996, ISBN 3-7760-1590-X (Vorwort des Herausgebers; PDF; 760 kB; Neuausgabe 1999; PDF; 51 MB).
- mit Daniel Kaiser: Samuel Hahnemann: Gesammelte kleine Schriften. Haug-Verlag, Heidelberg 2001, ISBN 3-8304-7031-2 (Einleitung; PDF; 1 MB; Volltext; PDF; 263 MB).
- Samuel Hahnemann: Organon der Heilkunst. Neufassung mit Systematik und Glossar. 2. Auflage. Elsevier, München / Jena 2006, ISBN 3-437-56621-0 (Vorwort des Herausgebers; PDF; 2 MB).